# Addio, mia amata
Addio, mia amata (Farewell, My Lovely) è un romanzo hardboiled scritto da Raymond Chandler, pubblicato nel 1940, il secondo con protagonista l'investigatore privato Philip Marlowe.

## Trama
Il detective privato Philip Marlowe sta investigando sul caso di un uomo scomparso quando vede un delinquente, Moose Malloy, piombare in un nightclub, chiamato Florian's, e fissarsi sulla sua ex ragazza, Velma Valento. Il locale ha cambiato proprietari, così nessuno la conosce. Finisce che Malloy uccide il proprietario nero del club e scappa via. Il caso d'omicidio è assegnato al tenente Nulty, un detective della Polizia di Los Angeles, il quale non nutre alcun interessamento nella morte di un uomo nero. Marlowe consiglia a Nulty di cercare la donna di Malloy, ma Nulty preferisce che a sbrigare la bisogna sia Marlowe, sul quale fa affidamento. 
Nel corso dell'indagine Marlowe vedrà altri omicidi e ricatti che coinvolgono altre persone.

## Al cinema
- 1942 - The Falcon Takes Over[1]
- 1944 - L'ombra del passato (Murder, My Sweet)[2]
- 1975 - Marlowe, il poliziotto privato (Farewell, My Lovely)[3]

## Traduzioni italiane
- Addio, mia amata, traduzione di Giuseppe Trevisani, Milano-Roma, Bompiani, 1953. - Milano, Mondadori, 1953; Collana Universale Economica Noir, Milano, Feltrinelli, 1992.
- in  Romanzi e racconti 1933-1942, traduzione di Laura Grimaldi, Collana I Meridiani, Milano, Mondadori, 2005.
- Addio, mia amata, traduzione di Gianni Pannofino, Collana Fabula n.363, Milano, Adelphi, 2020, ISBN 978-88-459-3517-6.